# Копачки Рит

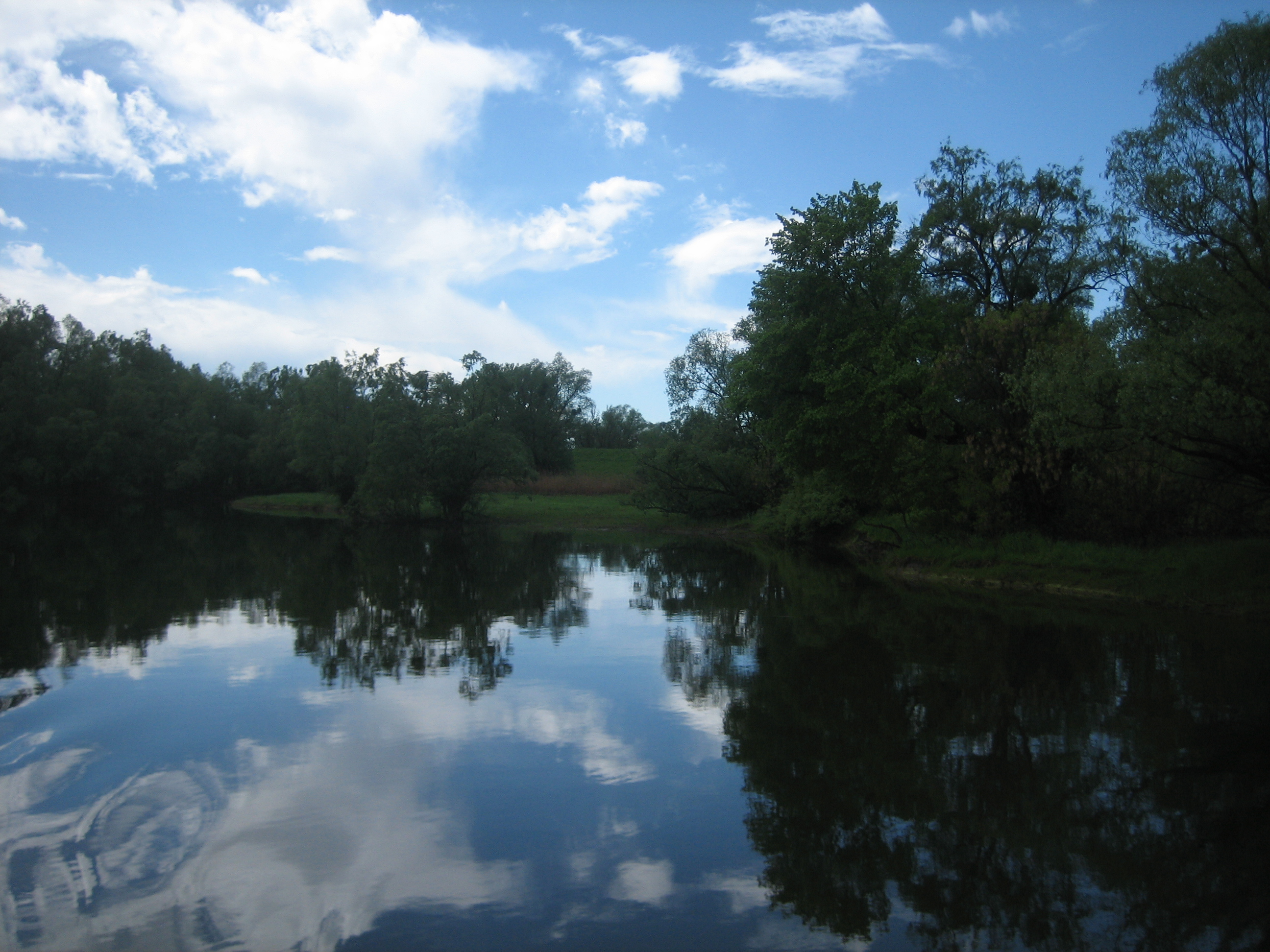
Копачки Рит

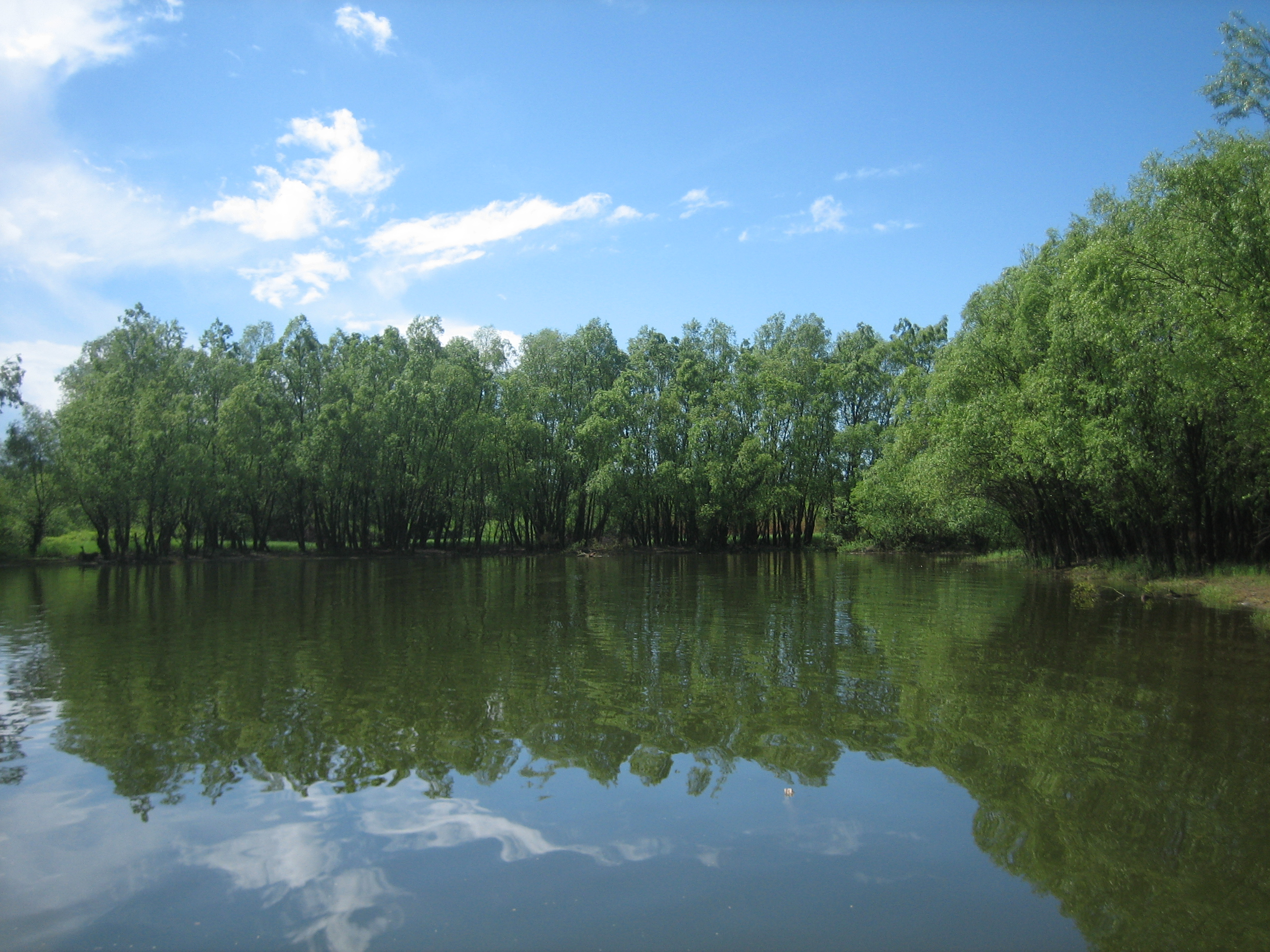

Копачки Рит (хорв. Kopački Rit) — природный парк в Баранье, в восточной части Хорватии. Он расположен на границе с Сербией, к северо-западу от места впадения Дравы в Дунай и к северо-востоку от Осиека. Площадь парка составляет 17 700 га. В 1969 году наиболее ценная в фаунистическом отношении часть парка площадью 8000 га была отведена под зоологический заказник.
Большая часть территории природного парка покрыта водно-болотными угодьями, Копачки Рит — один из самых больших и хорошо сохранившихся примеров нетронутого озёрно-болотного ландшафта в бассейне Дуная. Парк и его болота соответствуют критериям Рамсарской конвенции, в список которой вносятся все водно-болотные угодья, имеющие международное значение. Территория включена в список ключевых орнитологических районов — IBA (Important Bird Area). Копачки Рит также номинируется в список Всемирного наследия ЮНЕСКО. Парк пользуется популярностью у туристов и исследователей благодаря богатому биоразнообразию и живописным пейзажам.
Наибольший интерес представляет орнитофауна парка. Здесь гнездится около 260 видов птиц (серый гусь, белый и чёрный аисты, болотный и луговой луни, скопа, орлан-белохвост, большой баклан, зимородок, зелёный дятел, синица-ремез, сокол-балобан, различные виды цаплевых, крачковых, чаек, уток, куликов и многие другие). Большое число птиц, преимущественно обитатели водно-болотных угодий, использует Копачки Рит как место для отдыха во время сезонных миграций. Некоторые виды птиц здесь гнездятся колониями.
В озёрах и прудах парка водится более 40 видов рыб (щука, язь, линь, лещ, карп, сом, судак, окунь и т. д.). Среди обитателей лесов — олени, косули, кабаны, куницы, ласка, соболь, лесной кот, барсук, выдра. Богатая растительность, типичная для водно-болотных угодий, широко представлена в парке.
Парк открыт для посещения в составе экскурсий. Посещение платное. Рыбалка по лицензии разрешена только в специально отведённых местах.